# John Cowley (Offizier)
Sir John Guise Cowley, GC (AM), KBE, CB (* 20. August 1905 in Mussoorie, United Provinces of Agra and Oudh, Britisch-Indien; † 7. Januar 1993 in Brockenhurst, Hampshire, England) war ein britischer Offizier und zuletzt Generalleutnant der British Army, dem für seine Tapferkeit und Verdienste bei der Rettung von Menschen nach dem Erdbeben von Quetta am 31. Mai 1935 die Albert Medal verliehen wurde, die nach der Erstverleihung 1940 in das Georgs-Kreuz umgetauscht wurde, das höchste zivile Ehrenzeichen für Tapferkeit im Vereinigten Königreich. Als General war er zuletzt von 1960 bis 1962 als Master-General of the Ordnance Generalmeister der technischen Truppen.

## Leben

### Offiziersausbildung, Albert-Medaille und Zweiter Weltkrieg
John Guise Cowley, Sohn des Geistlichen Reverend Henry Guise Beatson Cowley, begann nach dem Besuch des Wellington College in Crowthorne eine Offiziersausbildung an der Royal Military Academy Woolwich (RMAW) und wurde nach deren Abschluss am 3. September 1925 als Second Lieutenant in das Korps der Royal Engineers aufgenommen. Danach folgten zahlreiche Verwendungen als Offizier und Stabsoffizier. Am frühen Morgen des 31. Mai 1935 ereignete sich eines der verheerendsten Erdbeben der Geschichte in der Nähe von Quetta in Belutschistan. Schätzungen seiner Größenordnung liegen bei durchschnittlich 7,7 auf der Richterskala mit einer Zahl von Todesopfern zwischen 35.000 und 60.000. Für sein Heldentum während dieses Erdbebens wurde Lieutenant Cowley mit der Albert-Medaille (AM) ausgezeichnet. Die Albert-Medaille wurde nach der Erstverleihung am 24. September in das Georgs-Kreuz umgetauscht, das höchste zivile Ehrenzeichen für Tapferkeit im Vereinigten Königreich.
Während des Zweiten Weltkrieges wurde Cowley 1942 zunächst Chef-Verwaltungsstabsoffizier der 7. Panzerdivision (7th Armoured Division) und wurde nach dem Besuch des Staff College Haifa 1942 kurzzeitig Generalstabsoffizier im Stab des XXX. Korps (XXX Corps). Kurz darauf wurde er ebenfalls noch 1942 Lektor am Command and General Staff College (CGSC) der US Army in Fort Leavenworth. 1943 wechselte er als Generalstabsoffizier ins Hauptquartier der Alliierten Streitkräfte in Nordafrika (Allied Forces Headquarters, North Africa) und wurde für seine militärischen Verdienste in dieser Zeit 1943 zum Officer des Order of the British Empire (OBE) ernannt. Im weiteren Kriegsverlauf war er im Hauptquartier der Alliierten Streitkräfte in Nordafrika 1944 Assistierender stellvertretender Generalquartiermeister für Heeresausrüstung (Assistant Deputy Quartermaster-General Q (Army Equipment)) und danach von 1944 bis 1945 Generalstabsoffizier im Generalstab der alliierten 21. Heeresgruppe (21st Army Group).

### Nachkriegszeit und Aufstieg zum Generalleutnant
Nach Kriegsende übernahm Cowley, der 1946 auch zum Commander des Order of the British Empire (CBE) ernannt wurde, weitere Funktionen und war unter anderem von Dezember 1950 bis Dezember 1952 als Brigadier im Kriegsministerium Direktor für Verwaltungsplanung (Director of Administrative Planning, War Office). Nach seiner Beförderung zum Major-General fungierte er zwischen Januar 1953 und Januar 1956 als Chef des Stabes des Heereskommandos Ost (Chief of Staff Eastern Command) und wurde für seine Verdienste in dieser Funktion 1954 auch zum Companion des Order of the Bath (CB) ernannt. Im März 1956 kehrte er ins Kriegsministerium zurück und war dort bis Juli 1957 als Vize-Generalquartiermeister (Vice Quartermaster-General, War Office) tätig. Danach wechselte er im Juli 1957 ins Versorgungsministerium und bekleidete dort bis Januar 1960 das Amt als Kontrolleur für Munition (Controller of Munitions, Ministry of Supply). Während dieser Zeit wurde er im Zuge der sogenannten „Birthday Honours“ am 12. Juni 1958 als Knight Commander des Order of the British Empire (KBE) geadelt, so dass er fortan das Prädikat „Sir“ führte.
Zuletzt übernahm Sir John Cowley nach der Beförderung zum Lieutenant-General im Januar 1960 im Kriegsministerium das seit Januar 1938 nicht mehr besetzte Amt als Master-General of the Ordnance und war damit bis zu seinem Eintritt in den Ruhestand 1962 Generalmeister der technischen Truppen, woraufhin Generalleutnant Sir Cecil Sugden ihn ablöste. Er bekleidete ferner als Nachfolger von General Sir Frank Simpson von 1961 bis zu seiner Ablösung durch Generalleutnant Sir Noel Thomas das Ehrenamt als Colonel Commandant of the Royal Pioneer Corps. Darüber hinaus wurde er 1976 Vorstandsvorsitzender des Unternehmens Polamco Ltd.
Aus seiner 1941 geschlossenen Ehe mit Irene Sybil Millen gingen ein Sohn und drei Töchter hervor.